# Dél-thaiföldi lázadás
A dél-thaiföldi lázadás egy szeparatista hadjárat iszlám terroristák vezetésével, mely túlnyomóan a maláj Pattani régióban, jelenleg is zajlik. A Pattani régióból Thaiföld legdélebbi provinciáira is átterjedt az erőszak, így a konfliktus Yala és Narathiwat területeket is sújtja. A lázadók e három, többségében muzulmánok lakta tartomány elszakadását akarják Thaiföldtől és létrehozni az ún. Pattani Iszlám Köztársaság-ot.
Habár a szeparatista erőszak előfordult a régióban az utóbbi évtizedekben is, az erőszak mértéke 2004-ben terebélyesedett konfliktussá.
2005 júliusában a thaiföldi miniszterelnök, Thaksin Shinawatra, átvette a kiterjedt vészhelyzet kezelésének irányítását. 2006 szeptemberében a hadsereg parancsnoka, Sonthi Boonyaratkalin elismerte az összecsapások és a nyugtalanság rendkívüli mértékű növekedését.

Annak ellenére, hogy az erőszak mértéke növekedett, a kormányzói testület kijelentette, hogy a biztonság kielégítő, és béke köszönt a régióra 2008-ban.
A halálos áldozatok száma meghaladta a 3000-et 2008 márciusában.
Egy katonai klikk azt állította, hogy a lázadó éttermek tom yam kung levesének eladásából finanszírozták a kiadásokat Malajziában.
A malajziai kormány „teljességgel alaptalannak” és „gazdag fantáziájúnak” nevezte a feltételezést.
A lázadók, a felkelők és az ő anyagi támogatóik identitását homály fedi, az viszont nagyon valószínű, hogy az indonéziai Aceh tartomány muszlim szeparatistái fegyveres és anyagi segítséget adnak a pattani lázadóknak. Igen sok maláj iszlamista is harcol itt, mivel Pattani lakóinak egy jelentős része maláj származású és ez az etnikai ellentét is motiválja az elszakadási törekvéseket. Feltételezhetően az arab világból, illetve Iránból és Pakisztánból is érkeznek önkéntesek.

## Konfliktus háttere
A lázadás okai között történelmi okokat említenek, beleértve a 200 éves megszállást, az 1960-as években véghezvitt északkeleti thaiok újratelepítését, a thai kultúrát és a neokolonizációt az egyébként malájok lakta Pattiniban, beleértve a rendőrség brutális fellépését, a bűnözői aktivitást, az iszlám iránti tisztelet hiányát, a drogkereskedelmet és a Dél-Thaiföldön uralkodó magas korrupciót. Elemzők szerint a drogkereskedésből befolyó összegből támogatják a felkelést.
Néhány helyi a függetlenség egy formáját támogatja Thaiföldről.
Mindenekelőtt politikai okokat kell keresnünk a dél-thaiföldi lázadás megértéséhez, majd emberjogi kérdésekhez jutunk, végül a gazdasági kérdéseket is meg kell vizsgálni. Az iszlamista lázadó csoportok célja Patani régió elszakítása Thaiföldtől és egy független muszlim állam megteremtése.

## Máig tartó konfliktus
2008. augusztus 3-án 5 bomba robbant Songkhla városában, két ember sebesült meg. Ugyanezen az estén még két bombát felrobbantottak Hat Yai városban: ott senki sem sebesült meg.
2007. május 14-én szeparatista lázadók lelőttek egy thai–buddhista párt a muszlim többségű Bannang Sata területen. Hároméves lányuk megsebesült.
2007. április 13-án thai katona Pattaniban 3 muszlim tinédzsert ölt meg.
2007. április 9-én 4 diákot lőttek le. Pár százas tömeg tüntetett a lövöldözést elítélve, követelve a kormánytól, hogy tegyen lépéseket.
2007. február 19-ére virradóan a lázadók 38 bombarobbantást hajtottak végre; 26 gyújtogatásra és 7 rajtaütésszerű támadásra került sor. A bombatámadások hotelek, karaokebárok ellen irányultak. Két iskolát gyújtottak fel. Három embert letartóztattak.